# Función beta de Gödel
En  lógica matemática, la función beta de Gödel es una función numérica que permite la definición de funciones recursivas dentro de una teoría formal aritmética. 

## Definición y propiedades
La definición de la función beta es la siguiente:
| Dados tres números naturales a, b y c, la función beta de Gödel viene dada por el resto de dividir a entre 1 + (1 + c)·b: {\displaystyle \beta (a,b,c)={\text{resto}}(a,1+(1+c)b)} o de manera equivalente, β(a,b,c) es el menor natural z que verifica: {\displaystyle z\equiv a{\text{ mod}}(1+(1+c)b)} |

La utilidad de esta función viene dada por el siguiente lema:
| Dada una sucesión finita de números naturales n0, n1, n2, ..., nk, existen a y b tales que, para cada 0 ≤ i ≤ k, se tiene {\displaystyle \beta (a,b,i)=n_{i}} |

| Demostración |
| Sea s un número mayor que todos los ni y que k. Los números 1 + s!, 1 + 2(s)!, ..., 1 + (k+1)·(s)! son todos primos entre sí: si p primo divide a 1 + i·(s)! y 1 + j·(s)! (con 1 ≤ i < j ≤ k + 1) entonces también divide a la diferencia (j − i)·(s)!, luego divide a uno de estos dos factores. Pero j − i ≤ k < s, luego j − i divide a s! y necesariamente p divide a s!, y por tanto a i·(s)!. Pero entonces p divide a (1 + i·(s)!) − i·(s)! = 1, y se obtiene una contradicción. Llamando b = s!, los números 1 + (1 + i)b son primos entre sí (0 ≤ i ≤ k), luego por el teorema chino del resto, existe un a tal que ni ≡ a mod(1 + (1 + i)b), para cada 0 ≤ i ≤ k. Como cada ni < s, se tiene que ni < (i + 1)b, y esto nos asegura que ni = β(a,b,i). |

## Aplicaciones
Mediante la función beta puede representarse cualquier función recursiva en una teoría aritmética formal. Como ejemplo, tómese el enunciado «x es igual a y elevado a z», donde x, y y z son variables de la teoría. En principio no es obvio como expresar esta frase utilizando solo el lenguaje de una teoría aritmética, que se compone de los símbolos lógicos más los símbolos aritméticos (los numerales «n», el funtor siguiente «S» , la suma «+» y el producto «·»). 
Sin embargo, usando la función beta, este predicado puede expresarse de forma sencilla como:
| {\displaystyle y^{z}\equiv w\|\exists ab,\,\beta (a,b,0)=1\ \wedge \ \forall q<z\,\beta (a,b,q+1)=y\cdot \beta (a,b,q)\ \wedge \ w=\beta (a,b,z)} |

donde a su vez, los términos del tipo β(a,b,c) son abreviaturas de
{\displaystyle \beta (a,b,c)\equiv w|w<1+(1+c)b\ \wedge \ \exists d,\,d\cdot (1+(1+c)b)+w=a}